# Exile on Main St.
Exile on Main St. (с англ. — «Изгнанник на Главной улице») — десятый британский и двенадцатый американский студийный альбом британской группы The Rolling Stones, выпущенный 12 мая 1972 года на лейбле Rolling Stones Records.
Музыкальный материал, представленный на нём, стал более разнообразным, нежели на прошлых релизах The Rolling Stones. Пластинка сочетала в себе влияния кантри, фолк-рока, блюза и даже калипсо. Первые впечатления публики от альбома были смешанными, тем не менее, Exile on Main St. был признан едва ли не величайшим альбомом The Rolling Stones и одним из самых значимых альбомов в истории рок-музыки. В 2003 году был включён в первую десятку «500 величайших альбомов всех времён» по версии журнала Rolling Stone (№ 7).

## Список композиций
Слова и музыка всех песен — написаны Миком Джаггером и Китом Ричардсом, кроме отмеченных.
| №  | Название                       | Длительность |
| -- | ------------------------------ | ------------ |
| 1. | «Rocks Off»                    | 4:31         |
| 2. | «Rip This Joint»               | 2:22         |
| 3. | «Shake Your Hips» (Слим Харпо) | 2:59         |
| 4. | «Casino Boogie»                | 3:33         |
| 5. | «Tumbling Dice»                | 3:45         |

| №  | Название            | Длительность |
| -- | ------------------- | ------------ |
| 6. | «Sweet Virginia»    | 4:27         |
| 7. | «Torn and Frayed»   | 4:17         |
| 8. | «Sweet Black Angel» | 2:54         |
| 9. | «Loving Cup»        | 4:25         |

| №   | Название                                        | Длительность |
| --- | ----------------------------------------------- | ------------ |
| 10. | «Happy»                                         | 3:04         |
| 11. | «Turd on the Run»                               | 2:36         |
| 12. | «Ventilator Blues» (Джаггер/Ричардс/Мик Тейлор) | 3:24         |
| 13. | «I Just Want to See His Face»                   | 2:52         |
| 14. | «Let It Loose»                                  | 5:16         |

| №   | Название                              | Длительность |
| --- | ------------------------------------- | ------------ |
| 15. | «All Down the Line»                   | 3:49         |
| 16. | «Stop Breaking Down» (Роберт Джонсон) | 4:34         |
| 17. | «Shine a Light»                       | 4:14         |
| 18. | «Soul Survivor»                       | 3:49         |

### Бонус-диск переиздания 2010 года
| №   | Название                                                                   | Длительность |
| --- | -------------------------------------------------------------------------- | ------------ |
| 1.  | «Pass the Wine (Sophia Loren)»                                             | 4:54         |
| 2.  | «Plundered My Soul»                                                        | 3:59         |
| 3.  | «I'm Not Signifying»                                                       | 3:55         |
| 4.  | «Following the River»                                                      | 4:52         |
| 5.  | «Dancing in the Light»                                                     | 4:21         |
| 6.  | «So Divine (Aladdin Story)»                                                | 4:32         |
| 7.  | «Loving Cup» (альтернативный дубль)                                        | 5:26         |
| 8.  | «Soul Survivor» (альтернативный дубль)                                     | 3:59         |
| 9.  | «Good Time Women»                                                          | 3:21         |
| 10. | «Title 5»                                                                  | 1:47         |
| 11. | «All Down the Line» (альтернативный дубль, бонус-трек на японском издании) | 4:09         |

## Сертификации
| Регион                                                      | Сертификация | Продажи    |
| ----------------------------------------------------------- | ------------ | ---------- |
| Австралия (ARIA) · 2010 release                             | Платиновый   | 70 000^    |
| Италия (FIMI)                                               | Золотой      | 25 000*    |
| Новая Зеландия (RMNZ) · 2010 release                        | Золотой      | 7500^      |
| Великобритания (BPI) · 2010 release                         | Платиновый   | 300 000*   |
| США (RIAA)                                                  | Платиновый   | 1 000 000^ |
| ^ Данные о тиражах приведены только на основе сертификации. |              |            |